# Leptapoderus thoracicus
Leptapoderus thoracicus is een keversoort uit de familie bladrolkevers (Attelabidae). De wetenschappelijke naam van de soort werd in 1958 gepubliceerd door Eduard Voss.